# フォレンジック看護
フォレンジック看護（ふぉれんじっくかんご、英: Forensic Nursing）は、看護の一分野。「司法看護」「法看護」とも呼ばれる。内容は、「暴力と虐待の被害者と加害者」への特別なケアである。具体的な対象に含まれるケースや局面は、親密なパートナーからの暴力（DV・IPV）、高齢者虐待、児童虐待、性暴力、人身取引、検死・死体解剖、司法精神看護、刑務所（受刑者・矯正教育）、救命救急、メンタルヘルス、災害、公衆衛生などである。

## 国内外での取り組み
国内では、2011年4月に甲南女子大学大学院がフォレンジック看護教育を開講。同大看護リハビリテーション学部教授の友田尋子は、特に多くのフォレンジック看護をテーマとする論文を執筆している。
2014年3月には、一般社団法人・日本フォレンジック看護学会が発足。その他では、東京医科歯科大学大学院における「司法解剖医学・看護学」などの学科がフォレンジック看護学に該当する。アメリカ、イギリス、オーストラリアなどの各国では、1つの確立した看護学分野として位置づけられている。